# Die Uniformierten
Die Uniformierten ist ein deutscher Kurzfilm, geschrieben, inszeniert und produziert von Timon Ott. Der Film schildert das Militärleben eines 18-Jährigen, der sich zu 17 Jahren Militärdienst verpflichtet, nur um festzustellen, dass seine Einheit weniger einheitlich ist als erwartet.
Der Film feiert seine Weltpremiere am 15. August 2025 im Rahmen des Concorso Internazionale des Wettbewerbs Pardi di Domani des 78th Locarno Film Festival, wo er für den Pardino d'Oro Arts3 Foundation für den besten internationalen Kurzfilm nominiert wurde.

## Synopsis
Mit 18 Jahren verpflichtet sich ein junger Mann für 17 Jahre beim Militär. Innerhalb des Systems wird er mit Dingen konfrontiert, die er sich zuvor nicht hätte vorstellen können. Viele seiner Kameraden machen ständig Fehler oder verfügen nicht über die nötige körperliche und geistige Belastbarkeit. Das Militär ist gut vorbereitet und entfernt die Abweichler stillschweigend aus den zahllosen Formationen, die sie absolvieren müssen. Der junge Mann schlägt sich gut, doch Frank, sein Zimmergenosse und Freund, hat ein Problem. Seine wiederholten Misserfolge haben ihn eingeholt.

## Besetzung
- Soldatinnen und Soldaten des Sanitätsdienstes
- Antonis Antoniadis

## Veröffentlichung
Die Uniformierten feiert seine Weltpremiere am 15. August 2025 im Rahmen des Concorso Internazionale des Wettbewerbs Pardi di Domani der 78th Locarno Film Festival, wo er für den Pardino d'Oro Arts3 Foundation für den besten internationalen Kurzfilm nominiert wurde.

## Auszeichnungen
| Preis                 | Entscheidung    | Kategorie                                                              | Empfänger         | Ergebnis   | Ref.  |
| --------------------- | --------------- | ---------------------------------------------------------------------- | ----------------- | ---------- | ----- |
| Locarno Film Festival | 16. August 2025 | Pardino d'Oro Arts3 Foundation für den besten internationalen Kurzfilm | Die Uniformierten | Ausstehend | [ 5 ] |